# Sokołówek (Sokołowo)
Sokołówek – dawna część wsi Sokołowo w Polsce, w województwie kujawsko-pomorskim, w powiecie włocławskim, w gminie Izbica Kujawska.
1 stycznia 2024 nazwa miejscowości została zniesiona.
Dawniej samodzielna wieś. W latach 1954–1959 siedziba gromady Sokołówek.
W latach 1975–1998 miejscowość należała administracyjnie do województwa włocławskiego.